# Burgães
Burgães ist ein Ort und eine ehemalige Gemeinde (Freguesia) im Norden Portugals.
Burgães gehört zum Kreis Santo Tirso im Distrikt Porto. Die Gemeinde hatte eine Fläche von 6,7 km² und 2115 Einwohner (Stand 30. Juni 2011).
Am 29. September 2013 wurden die Gemeinden Burgães, Santo Tirso, Couto (Santa Cristina) und Couto (São Miguel) zur neuen Gemeinde União das Freguesias de Santo Tirso, Couto (Santa Cristina e São Miguel) e Burgães zusammengeschlossen.